# Leiotheca blumei
Leiotheca blumei là một loài Rêu trong họ Orthotrichaceae. Loài này được (Nees ex Schwägr.) Duby ex M. Fleisch. mô tả khoa học đầu tiên năm 1904.